# Бунчук Ніна Панасівна
Ніна Панасівна Бунчук (нар. 16 квітня 1933, село Євгенівка, тепер Баштанського району Миколаївської області) — українська радянська діячка, бригадир свиноферми радгоспу імені Мічуріна Снігурівського району Миколаївської області. Депутат Верховної Ради СРСР 9—10-го скликань.

## Біографія
Народилася в селянській родині. Освіта неповна середня. У 1953 році закінчила Новобузьку річну школу зоотехніків Миколаївської області.
У 1953—1956 роках — молодший зоотехнік колгоспу «Україна» Снігурівського району Миколаївської області. У 1956—1960 роках — обліковець ферми великої рогатої худоби колгоспу «Авангард» Снігурівського району Миколаївської області.
У 1960—1970 роках — бригадир свиноферми колгоспу «Авангард» Снігурівського району Миколаївської області. З 1970 року — бригадир свиноферми радгоспу імені Мічуріна села Павлівки Снігурівського району Миколаївської області.
Потім — на пенсії в селі Павлівці Снігурівського району Миколаївської області.

## Нагороди
- два ордени Леніна
- медаль «За доблесну працю. В ознаменування 100-річчя з дня народження Володимира Ілліча Леніна» (1970)
- медалі